# Эвмен I
Эвмен I (др.-греч. Εὐμένης; 263—241 до н. э.) — второй пергамский правитель из династии Атталидов, племянник основателя династии Филетера.

## Биография
Получив власть от дяди, Эвмен I смог её укрепить и расширить владения вокруг Пергама. На севере границы доходили до горы Иды, у подножия которой было основано пергамское военное поселение Филетерия. На востоке владения включали верхнее побережье реки Каик. На юге граница Пергама доходила, возможно, до городов Эги и Темн. Важнейшим территориальным приобретением стало побережье Эгейского моря от берегов Адрамитского залива на севере до устья реки Каик на юге, за исключением тех приморских областей, что принадлежали Митилене. Выход к морю открыл возможность развития и использования военно-морских сил молодого государства.
Эвмен разорвал отношения с Селевкидами и разгромил около 261 года до н. э. под Сардами войско Антиоха I. Причина этой войны в источниках не раскрывается. По мнению английского учёного Р. Аллена, непосредственным поводом к началу конфликта стало распространение влияния пергамского правителя на расположенный по соседству город Питану. Некоторые историки, такие, как, например, В. Д. Жигунин, К. Белох, высказывали предположение о том, что Эвмен вступил в борьбу с Селевкидами, установив дружественные отношения с египетскими царями. Птолемей II направил в 262 году до н. э. свой флот к берегам Малой Азии и захватил ряд областей. Однако убедительных документальных доказательств о заключённом союзе Египта и Пергама всё же нет. В любом случае победа Эвмена закрепила положение Пергама как самостоятельного государства. Выход из формальной зависимости Эвмен ознаменовал изменением типа монеты: вместо изображения Селевка стали чеканить портрет Филетера.
Угрозу существования молодого государства представляли племена галатов. Избежать их опустошительных нашествий Эвмену удалось лишь благодаря выплате крупных денежных сумм.
Во время его правления произошёл мятеж наёмников, длившийся несколько месяцев. В нём принял участие близкий родственник Эвмена. Правитель Пергама был вынужден пойти на уступки и удовлетворить основные требования воинов. В результате был заключён договор, в котором чётко сформулированы условия службы солдат.
При Эвмене произошло изменение политики правителя в отношении гражданского населения столицы. Эвмен перешёл к практике назначения коллегии стратегов, которая прежде избиралась народным собранием.
Подражая эллинистическим царям, правитель Пергама организовывает празднества под названием Эвмении.
Эвмен проявляет интерес к философским школам и приглашает к своему двору из Афин Аркесилая.
Возможно, у Эвмена был сын Филетер, умерший ранее своего отца. Об этом Филетере говорит надпись из города Феспии. Перед смертью Эвмен передал власть двоюродному племяннику Атталу.
Согласно Афинею, умер от пьянства. В этой связи исследователи О. Л. Габелко и О. Ю. Климов отмечают, что в адрес и династии в целом, и в отношении её отдельных представителей в древности неоднократно выдвигались целенаправленно жёсткие обвинения.